# زارلوئیس
شهر زارلوئیس (به آلمانی: Saarlouis) در ایالت زارلند در کشور آلمان واقع شده‌است.

## نگارخانه

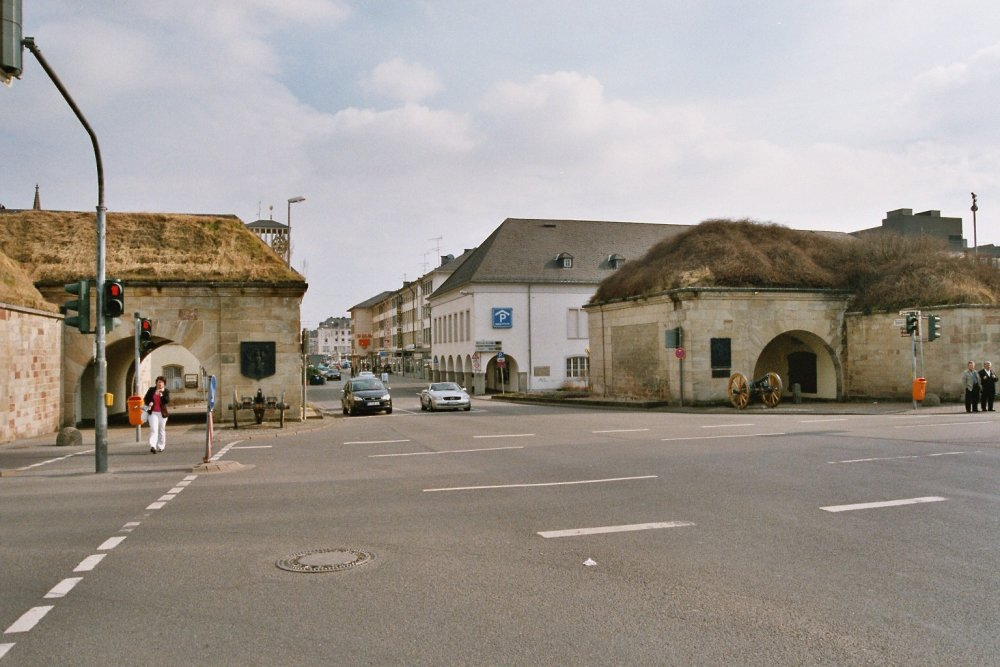
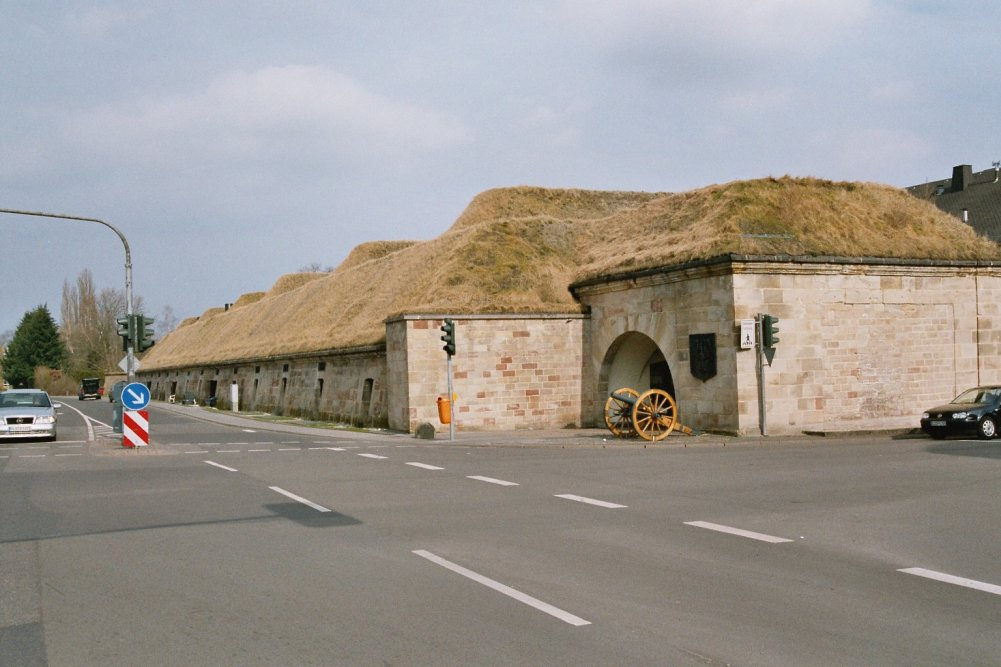
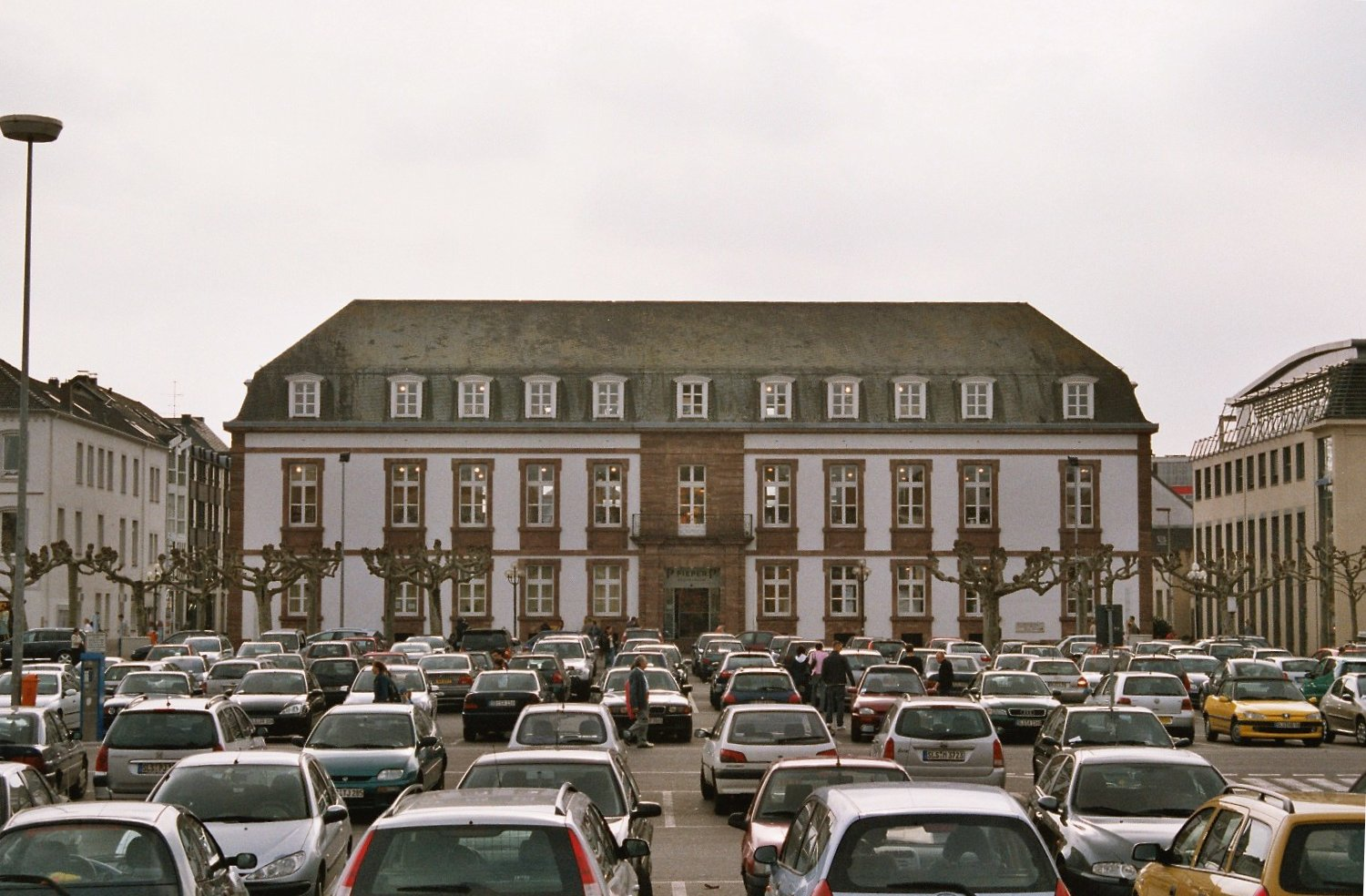
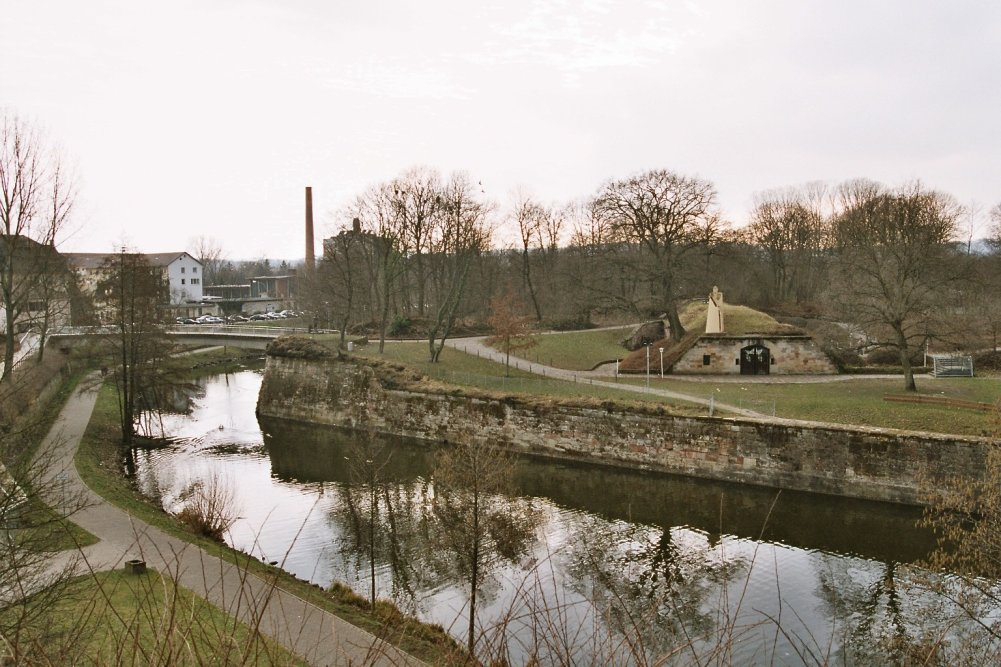
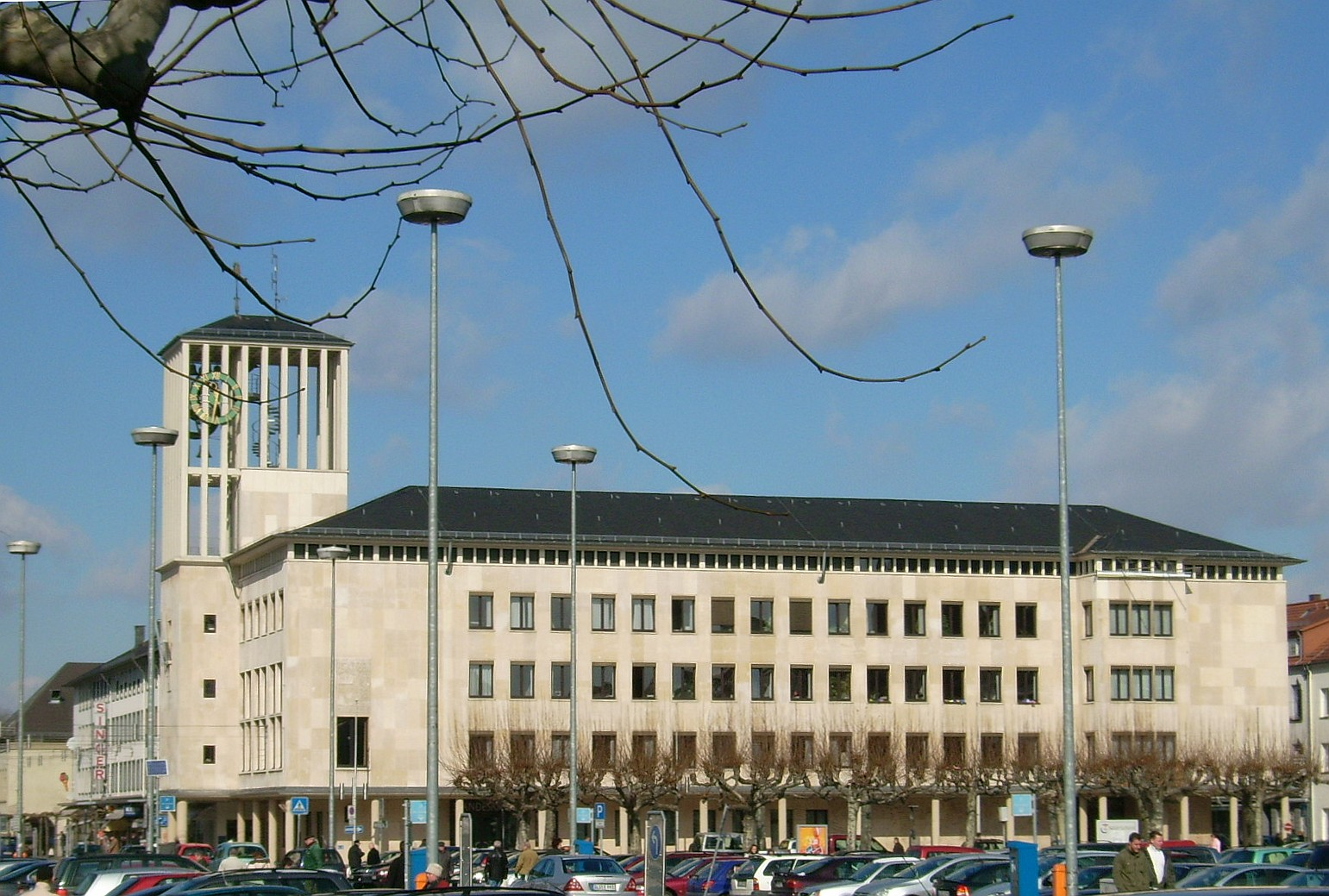
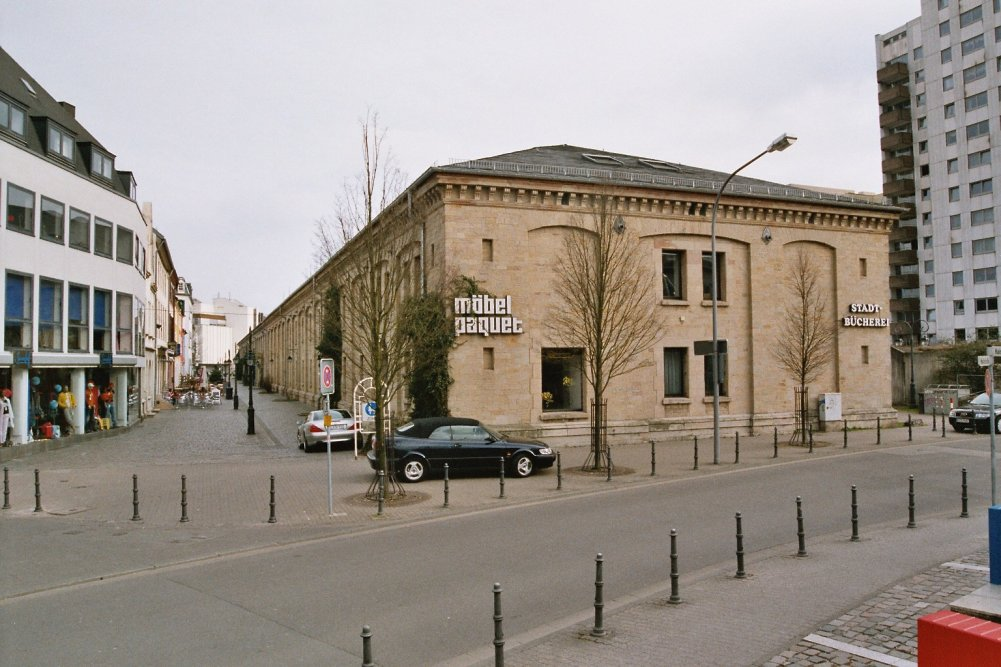
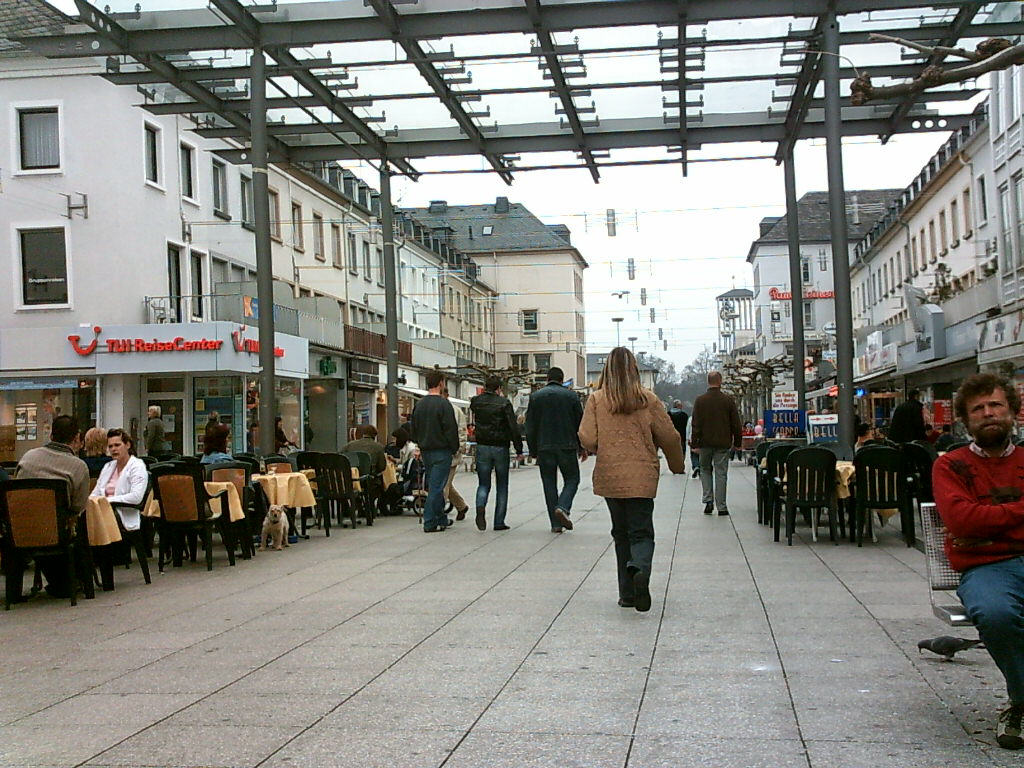
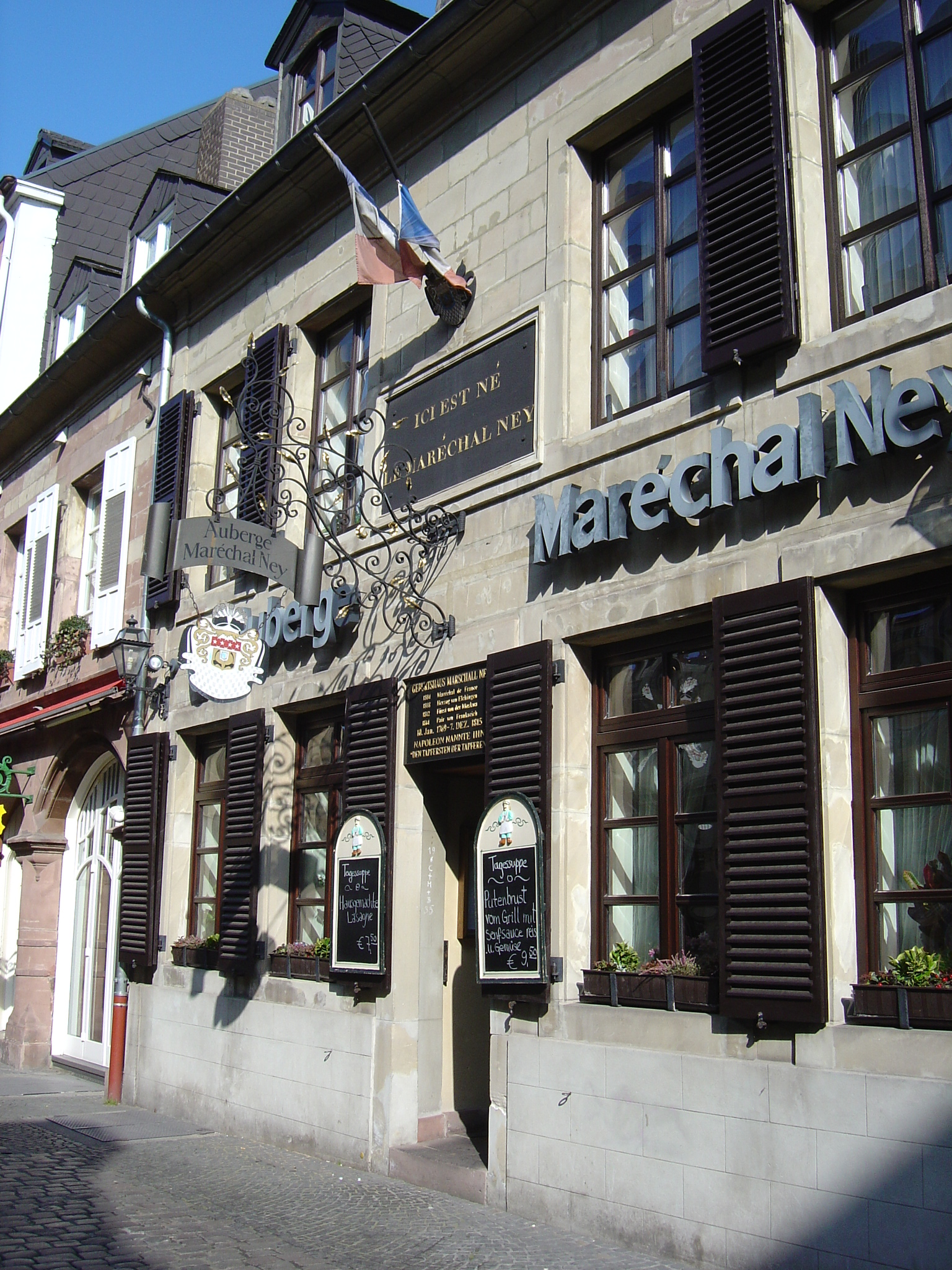
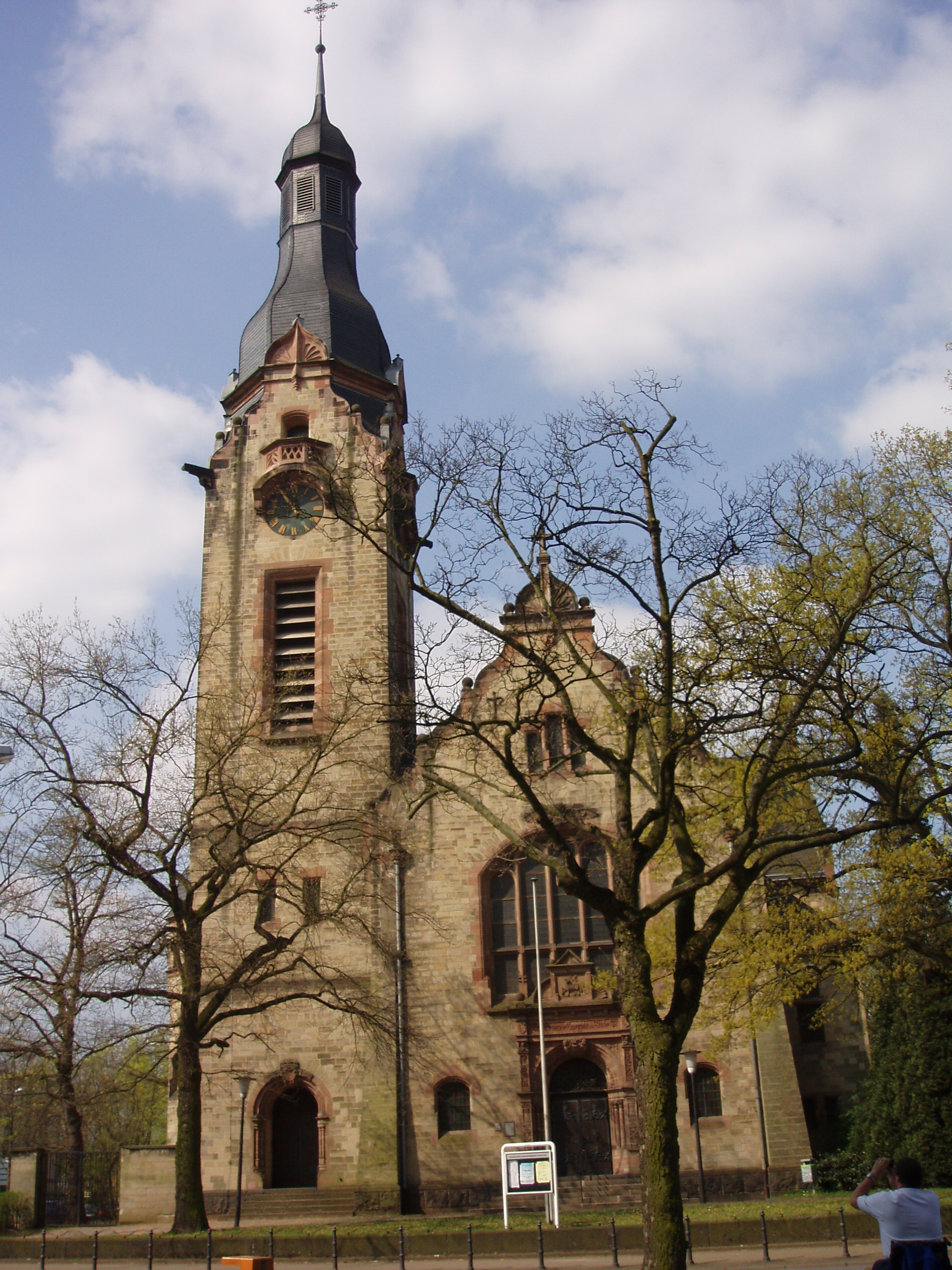
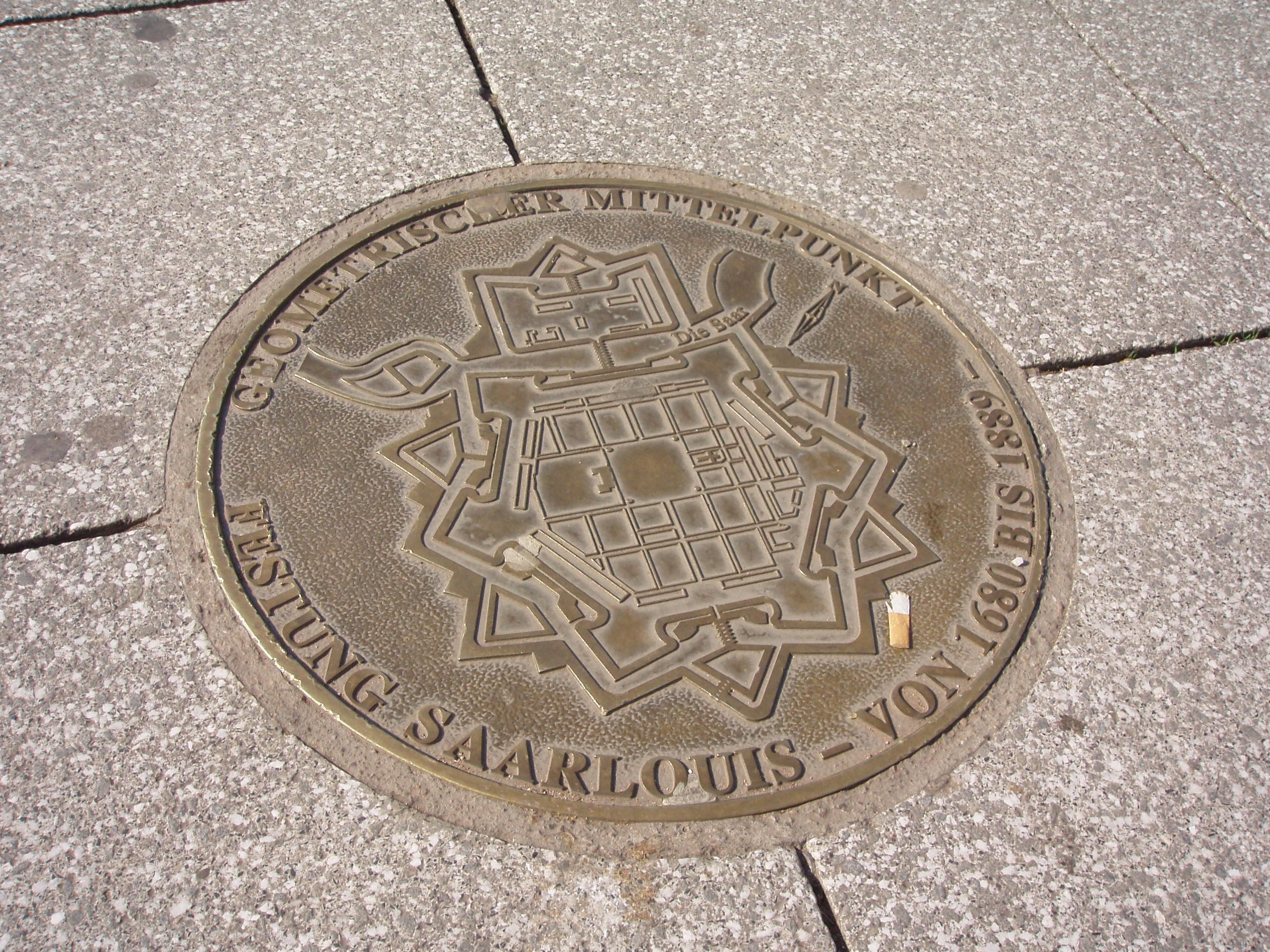